# Plevna, Botoșani
Plevna este un sat în comuna Suharău din județul Botoșani, Moldova, România.

Plevna pe harta toponimică a Hudeștiului